# BV-1249
La carretera BV-1249 és una carretera que discorre íntegrament pel terme municipal de Castellar del Vallès, de la comarca del Vallès Occidental. Arrenca de la carretera B-124 en el punt quilomètric 9, al nord de la població de Castellar del Vallès i ran del Sector B de la urbanització Aire-sol. Se'n separa cap al nord-oest, travessa de seguida el Ripoll i en quasi un quilòmetre mena al centre del petit poble de Sant Feliu del Racó. Des d'aquest lloc continua cap al nord-est i de seguida cap al nord-oest, passa pel costat de ponent del Molí del Barata, tot seguit pel de llevant del Mas Olivet i en una mica més d'un quilòmetre arriba al Raval de Dins, travessa per segon cop el Ripoll pel Pont de Can Torell i entre Cal Joan Coix i Can Torell es reintegra en la carretera B-124, prop del punt quilomètric 10,8.